# Cyamon amphipolyactinum
Cyamon amphipolyactinum is een gewone sponsensoort uit de familie van de Raspailiidae. De wetenschappelijke naam van de soort is voor het eerst geldig gepubliceerd in 2012 door Van Soest, Carballo & Hooper.